# 城戸善浩
城戸 善浩（きど よしひろ）は、日本の実業家。ヤマキ創業者城戸豊吉の曾孫で、同社第3代代表取締役社長。伊予商工会議所会頭。全国削節工業協会会長。

## 人物・経歴
1988年一橋大学経済学部卒業、味の素入社。1994年ヤマキ入社。2001年ヤマキ専務取締役。2007年から第3代ヤマキ代表取締役社長を務め、インドネシアのかつお節製造会社と資本提携し、専用工場化するなどした。2019年伊予商工会議所会頭、愛媛県商工会議所連合会副会頭。2021年全国削節工業協会会長、全国削節公正取引協議会長。和食文化国民会議相談役、愛媛経済同友会幹事、愛媛ニュービジネス協議会理事、愛媛県信用保証協会理事、愛媛県産業貿易振興協会理事等も歴任した。